# 12 tháng 10
Ngày 12 tháng 10 là ngày thứ 285 (286 trong năm nhuận) trong lịch Gregory. Còn 80 ngày trong năm.

## Sự kiện
- 539 TCN –Quân đội của Cyrus Đại đế Ba Tư chiếm lấy Babylon, chấm dứt đế chế Babylon. (Lịch Julius)[1]
- 1279 –Chi nhánh Nichiren Shōshū của Phật giáo được thành lập tại Nhật Bản.[2]
- 1398 –Theo Hiệp ước Salynas, Litva nhượng Samogitia cho Hiệp sĩ Teutonic.[3]
- 1492 – Cristoforo Colombo cùng đoàn thám hiểm của mình cập bờ Bahamas, nhưng nhà thám hiểm tưởng lầm rằng mình đến được Ấn Độ.
- 1654 –Vụ nổ Delft tàn phá một thành phố thuộc Hà Lan, giết chết hơn 100 người.
- 1773 –Nhà thương điên đầu tiên của Mỹ mở cửa.
- 1792 –Lễ kỷ niệm đầu tiên của Ngày Columbus được tổ chức tại thành phố New York.
- 1810 – Lễ hội tháng Mười, hay Oktoberfest, được tổ chức lần đầu tiên khi vương thất Bayern mời thị dân München tham dự hôn lễ của Thái tử Ludwig và Thái tử phi Therese.
- 1822 – Pedro I được tuyên bố là hoàng đế đầu tiên của đế quốc Brasil mới độc lập từ Bồ Đào Nha.
- 1847 –Werner von Siemens thành lập Siemens & Halske, sau này trở thành Siemens AG.
- 1901 – Tổng thống Theodore Roosevelt chính thức đổi tên "Đại lâu hành chính" thành Nhà Trắng.
- 1915 –Chiến tranh thế giới thứ nhất: nữ y tá người Anh Edith Cavell bị xử tử bởi một đội bắn Đức vì đã giúp lính Đồng minh trốn thoát khỏi Bỉ.
- 1929 – Công ước Warszawa được ký kết, quy định về trách nhiệm bồi thường trong vận tải quốc tế của hãng hàng không.
- 1931 – Tượng Chúa Kitô Cứu Thế tại thành phố Rio de Janeiro, Brasil được khánh thành sau chín năm xây dựng.
- 1968 –Guinea Xích Đạo độc lập khỏi Tây Ban Nha.
- 1979 – Ghi nhận được áp suất khí quyển thấp kỷ lục trên toàn cầu là 87,0 kPa, xuất hiện tại Tây Thái Bình Dương trong Bão Tip khi nó nằm cách Guam khoảng 840 km về phía tây-tây bắc.
- 1999 – Pervez Musharraf đoạt lấy quyền lực tại Pakistan từ Nawaz Sharif thông qua một cuộc đảo chính không đổ máu.
- 1999 –Quốc gia Cộng hòa tự trị Abkhazia của Liên Xô cũ tuyên bố độc lập khỏi Georgia.
- 2005 –Tàu vũ trụ thứ hai có phi hành gia của Trung Quốc, Thần Châu 6, được phóng, mang theo hai phi hành gia trên quỹ đạo trong năm ngày.
- 2017 –Hoa Kỳ công bố quyết định rút khỏi UNESCO.[4] và ngay lập tức theo sau là Israel.

## Sinh
- 1240 – Trần Thánh Tông, Hoàng đế thứ hai của nhà Trần, Việt Nam (m. 1290).
- 1687 – Sylvius Leopold Weiss, nghệ sĩ đàn luýt và nhà soạn nhạc người Đức (m. 1750).
- 1865 – Arthur Harden, nhà hoá sinh người Anh từng đoạt giải Nobel (m. 1940).
- 1872 – Ralph Vaughan Williams, nhà soạn nhạc người Anh (m. 1958).
- 1875 – Aleister Crowley, nhà tiên tri (tự phong), nhà thơ người Anh (m. 1947).
- 1891 – Edith Stein, triết gia, nữ tu sĩ Công giáo người Đức (m. 1942).
- 1896 – Eugenio Montale, nhà thơ, dịch giả người Ý từng đoạt giải Nobel (m. 1981).
- 1921 – Art Clokey, nhà sản xuất, nhà viết kịch, Diễn viên lồng tiếng, người tạo ra Gumby (m. 2010).
- 1930 - Bùi Văn Anh, nhà ngoại giao, luật sư Việt Nam Cộng Hòa (m. 2001)
- 1934 – Richard Meier, kiến trúc sư người Mỹ.
- 1935 – Luciano Pavarotti, ca sĩ opera giọng nam cao, Diễn viên người Ý (m. 2007).
- 1941 – Nhạc sĩ Đỗ Lễ.
- 1947 – Lâm Tử Tường, ca sĩ kiêm sáng tác, Diễn viên người Hong Kong.
- 1951 – Ed Royce, doanh nhân, chính khách người Mỹ.
- 1956 – Trần Đại Quang, cố Chủ tịch nước Cộng hòa Xã hội Chủ nghĩa Việt Nam (m. 2018).
- 1963 – Kon Satoshi, đạo diễn hoạt họa, viết kịch người Nhật (m. 2010).
- 1968 – Hugh Jackman, Diễn viên, ca sĩ, nhà sản xuất người Úc.
- 1969 – Željko Milinovič, cầu thủ bóng đá người Slovenia.
- 1983 – Alex Brosque, cầu thủ bóng đá người Úc.
- 1992 – Josh Hutcherson, Diễn viên, nhà sản xuất người Mỹ.

## Mất
- 1870 –Robert E. Lee, sĩ quan quân đội Mỹ (s. 1807)
- 1924 –Anatole France, nhà báo, nhà văn, nhà thơ người Pháp từng nhận giải Nobel (s. 1844)
- 1965 –Paul Hermann Müller, nhà hoá học người Thuỵ Sĩ từng nhận giải Nobel (s. 1899)
- 1971 –Dean Acheson, luật gia, chính khách Mỹ, Bộ trưởng Ngoại giao Hoa Kỳ thứ 51 (s. 1893)
- 1997 –John Denver, ca sĩ kiêm sáng tác, Diễn viên người Mỹ (s. 1943)
- 1998 –Matthew Shepard, sinh viên Mỹ, nạn nhân của một vụ giết người (s. 1976).
- 2006 - Carlo Acutis, lập trình viên trẻ tuổi người Ý gốc Anh, nổi tiếng với việc sưu tầm các Phép lạ Thánh Thể (s.1991)
- 2007 –Kisho Kurokawa, kiến trúc sư Nhật Bản, người thiết kế Tháp Nakagin Capsule (s. 1934)
- 2011 –Hồ Thị Bi, "Bà Năm chính sách", nữ chỉ huy quân sự của Việt Nam trong Kháng chiến chống Pháp (s. 1916)
- 2011 –Dennis Ritchie, nhà khoa học máy tính người Mỹ, người tạo ra ngôn ngữ lập trình C (s. 1941)

## Những ngày lễ và kỷ niệm
- Lễ thánh, lễ bổn mạng của Kitô giáo:
  - Chân Phước Louis Brisson
  - Đức Mẹ Cột Trụ
  - Đức Mẹ Aprecida
  - Edith Cavell và Elizabeth Fry (Anh giáo)
  - Thánh Heribert thành Cologne
  - Thánh Wilfrid thành Ripon
  - Các lễ Chính Thống giáo phương Đông.
  - Chân phước Carlo Acutis [5]
- Các sự kiện kỷ niệm ngày Columbo tìm ra Châu Mỹ:
  - Ngày Các nền văn hóa (Costa Rica).
  - Ngày châu Mỹ (Belize).
  - Ngày Columbo (Honduras).
  - Ngày Dân tộc (El Salvador và Uruguay).
  - Ngày Khám phá châu Mỹ (México).
  - Ngày Phản kháng của người bản địa (Venezuela).
  - Ngày Sắc tộc Hispanic hay Ngày Lễ Quốc gia Tây Ban Nha, và Ngày Không lực (Tây Ban Nha).
  - Ngày Tôn trọng Đa dạng Văn hóa (Argentina).
- Ngày Độc lập ở Guinea Xích Đạo, khi nước này giành độc lập từ Tây Ban Nha năm 1968.
- Ngày Khám phá châu Mỹ và Ngày Thanh niên Quốc gia (Bahamas).
- Ngày Ngôn ngữ Tây Ban Nha (Liên Hợp Quốc).
- Ngày Quốc gia công khai thiên hướng tình dục (Vương Quốc Liên Hiệp Anh và Bắc Ireland).
- Ngày Trẻ em (Brasil).
- Ngày Tự do tư tưởng (Hoa Kỳ).